# Nicolas Gribelin
Nicolas Gribelin (1637 – 1719) è stato un orologiaio francese.
Costruttore di orologi francese, era figlio del più famoso Abraham (1589-1671). Dal 1674 lavorò a Parigi per Filippo, duca d’Orléans, fratello del re Luigi XIV.
La famiglia Gribelin, protestante, ha origine a Blois e diversi suoi membri furono rinomati orologiai, orefici e incisori. Vengono ricordati Isaac, ritrattista e decoratore di orologi; Nicolas, attivo tra il 1674-97, anch'egli decoratore di orologi, e Simon II, disegnatore e incisore.